# Barvinkove (huyện)
Huyện Barvinkove (tiếng Ukraina: Барвінківський район, chuyển tự: Barvinkoves’kyi raion) là một huyện của tỉnh Kharkiv thuộc Ukraina. Huyện Barvinkove có diện tích 1365 km², dân số theo điều tra dân số ngày 5 tháng 12 năm 2001 là 31501 người với mật độ 23 người/km2. Trung tâm huyện nằm ở Barvinkove.